# Chaca chaca
Chaca chaca és una espècie de peix de la família dels càcids i de l'ordre dels siluriformes.

## Morfologia
- Els mascles poden assolir 20 cm de longitud total.[2][3]

## Hàbitat
És un peix d'aigua dolça i de clima tropical (22 °C-24 °C).

## Distribució geogràfica
Es troba a Àsia: l'Índia, Bangladesh, el Nepal, Malàisia, Indonèsia i Myanmar.